# Соснівка (Конотопський район)
Сосні́вка (МФА: [soˈsɲiu̯kɐ] ( прослухати)) — село в Україні, у Попівській сільській громаді Конотопського району Сумської області.
Соснівка — до 2020 центр сільської ради, до складу якої входили також село Вільне та селище Заводи. Розташоване неподалік від витоків річки Кукілки, за 15 км на південний захід від райцентру. Кількість дворів у сільській раді — 599, жителів — 1161.

## Географія

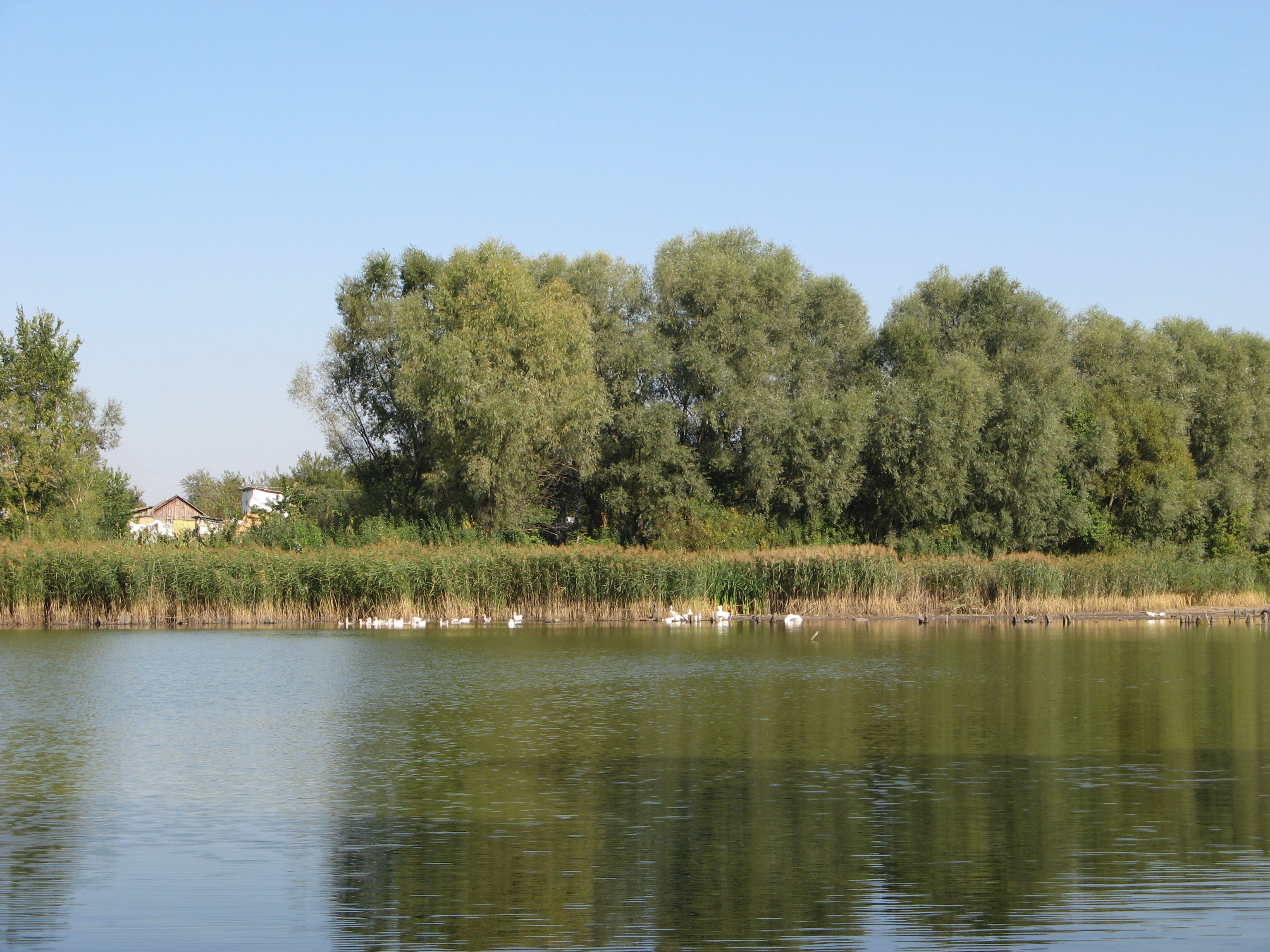

Село розташоване переважно на обох берегах річки Куколка. За 2 км на південний схід розташоване село Вільне, нижче за течією Кукілки на відстані 6 км розташоване село Попівка, на протилежному березі — село Шаповалівка. По селу також протікає пересихаючий струмок з загатами, вище за течією Кукілки на відстані 2 км розташоване селище Шевченківське.

## Історія
Село відоме з початку XVII століття. Територія, на якій розкинулося село, почала заселятися на початку XVII століття втікачами з правобережної України. Саме в першій половині XVII століття Конотопський староста Соснівський заснував село, яке від його прізвища стало називатися Соснівка.
За часу Визвольної війни 1648—1657 років село ввійшло до складу Конотопської сотні Ніжинського полку і було підпорядковане Конотопській ратуші. Після Переяславської Ради в 1654 році населення Соснівки, як і все населення Ніжинського полку, присягнуло на вірність Росії.

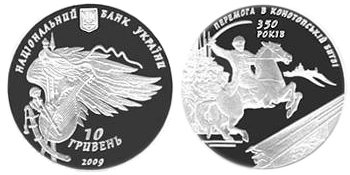
Ювілейна гривня, присвячена 350-річчю Конотопської битви.

Між селами Шаповалівкою та Соснівкою 28 червня 1659 року відбулася знаменита Конотопська битва гетьмана Івана Виговського з московитськими військами під командуванням Олексія Трубецького. Битва закінчилася повною поразкою московитів, якими керував Трубецькой.
У 1687 році село Соснівка було віддане Чернігівському полковнику Якову Лизогубу. Потім воно стало власністю поміщика Покорського. Він не обмежувався працею селян на панщині, а почав заводити підприємства, на яких використовував працю селян.
В другій половині XVIII століття у селі мав двір житловий і шинок генеральний осавул (1759—1764 рр.) Глухівського періоду в історії України Журавка (Жоравка) Іван Тимофійович.
У кінці XIX століття в селі працювали ґуральня, паровий млин і маслобійня. Тричі на рік — у січні, червні та вересні — до Соснівки на ярмарок з'їжджалися мешканці не тільки навколишніх сіл, а й сусідніх з Конотопським повітом. Частина селян працювала в залізничних майстернях Конотопа. Через цих селян-робітників односельчани дізнавалися про події поза межами повіту. Тому, коли 1905 року розпочалася революція в Росії, селяни активно виступили на підтримку своїх вимог про землю та підтримали страйкарів Конотопа.
Революційні події в 1917 році не пройшли повз Соснівку. У лютому 1919 року було організовано першу в Конотопському повіті сільськогосподарську комуну. Першим головою її був Митяєвський Іван Вакулович. У комуну вступили 55 господарств. Рішенням революційного комітету для комуни було виділено землю й садиби поміщиків Покорського та Вольського. У 1929 році в селі збудували школу, у 1938 семирічку реорганізували в середню школу. Мирну працю селян перервала Друга світова війна.
Село постраждало внаслідок геноциду українського народу, проведеного окупаційним урядом СРСР 1923—1933 та 1946–1947 роках.
1958 село нарешті було радіофіковане й електрифіковане, багато побудовано житлових будинків. Водночас комуністи почали видавати паспорти для сільської молоді, яка почала масово тікати із села.
У 1990-х роках відбулося реформування та укрупнення колгоспів. У 1997 році колгосп ім. Фрунзе реформувався в КСП «Соснівське». У 2000 році КСП «Соснівське» реформувалося в ПСП АФ «Соснівська».

## Населення

### Мова
Розподіл населення за рідною мовою за даними перепису 2001 року:
| Мова            | Кількість | Відсоток |
| --------------- | --------- | -------- |
| українська      | 915       | 98.18%   |
| російська       | 15        | 1.61%    |
| інші/не вказали | 2         | 0.21%    |
| Усього          | 932       | 100%     |

## Відомі люди
В селі народилися:
- Басок Василь Якович (1906—1938) — український поет. Репресований. Закатований у таборах ГУЛАГ СРСР.
- Білик Андрій Мусійович (1896—1919) — учасник українських визвольних змагань 1917—1921. Підстаршина Армії УНР. Становий козак.
- Богдан Василь Семенович (1865—1939) — український рослинник-дослідник, один з організаторів сільськогосподарської дослідної справи.
- Гришко Петро Остапович (1925—2003) — український поет-гуморист, член Національної спілки письменників України.
- Бондар Іван Калістратович (1914—1944) — підполковник Червоної Армії, Герой Радянського Союзу.
- Олійник Богдан Олександрович (2000—2022) — молодший сержант Збройних сил України, учасник російсько-української війни.

## Цікаві факти
Одна з вулиць міста Конотоп з XIX сторіччя і до початку ХХ сторіччя носила назву Соснівська.